# Rancho Palos Verdes
Rancho Palos Verdes è una città della Contea di Los Angeles, in California (Stati Uniti).